# ブラディ・ツーリスト
| 専門評論家によるレビュー | 専門評論家によるレビュー |
| レビュー・スコア         | レビュー・スコア         |
| 出典                     | 評価                     |
| ------------------------ | ------------------------ |
| Allmusic                 | link                     |

『ブラディ・ツーリスト』 (Bloody Tourists) は、10ccによる6枚目のスタジオアルバムであり、1976年にバンドが分割してから製作された2枚目のアルバムである。トニー・オマリーに代わりキーボーディストとして元コックニー・レベルのダンカン・マッケイが加入して初のアルバムでもある。1978年8月にイギリスで1位に達したシングル「トロピカル・ラヴ」やチャート入りしなかった「レッズ・イン・マイ・ベッド」が収録されている。「フォー・ユー・アンド・アイ」は、映画『年上の女 (Moment By Moment)』の挿入曲として1979年1月に米国でシングルカットされ（85位）、その後英国では「アイム・ノット・イン・ラヴ」と両A面シングルとなって1979年の秋に出されたが、チャート入りしなかった。「フォー・ユー・アンド・アイ」は、アメリカで12インチシングル盤としてプロモコピーも出されている。
特筆すべきは、オリジナル・メンバー以外のフェン、トッシュ、マッケイが曲作りに参加していることである。さらに、トッシュは「レッズ・イン・マイ・ベッド」でリード・ボーカルも担当している。
「トロピカル・ラヴ」は、ムーディー・ブルースの歌手、ジャスティン・ヘイワードが体験したカリブ海での休日に影響を受けている。
『ブラディ・ツーリスト』のジャケットカバーは、ヒプノシスによって製作され、アルバムは全英アルバムチャートで3位、アメリカでは69位となった。

## 収録曲

### A面
1. トロピカル・ラヴ (Dreadlock Holiday) – 4:31
作詞・作曲: グールドマン、スチュワート
2. フォー・ユー・アンド・アイ (For You and I) – 5:25
作詞・作曲: グールドマン、スチュワート
3. 愛の鎖 (Take These Chains)– 2:36
作詞・作曲: グールドマン、スチュワート
4. 地下鉄でドッキリ (Shock on the Tube (Don't Want Love)) – 3:48
作詞・作曲: スチュワート
5. ラスト・ナイト (Last Night)– 3:20
作詞・作曲: グールドマン、フェン
6. アルコール中毒 (The Anonymous Alcoholic) – 5:51
作詞・作曲: グールドマン、スチュワート

### B面
1. レッズ・イン・マイ・ベッド (Reds in My Bed) – 4:08
作詞・作曲: スチュワート、トッシュ
2. テレフォン・ラインはライフ・ライン (Life Line) – 3:30
作詞・作曲: グールドマン
3. TOKYO (Tokyo) – 4:33
作詞・作曲: スチュワート
4. オールド・ミスター・タイム (Old Mister Time) – 4:36
作詞・作曲: スチュワート、マッケイ
5. ロッチデールからオチョ・リオスへ (From Rochdale to Ocho Rios) – 3:48
作詞・作曲: グールドマン
6. 君の知りたいこと (Everything You've Wanted to Know About!!! (Exclamation Marks)) – 4:31
作詞・作曲: スチュワート

### 2008年日本盤SHM-CD収録ボーナストラック
1. トロピカル・ラヴ (ロング・ヴァージョン) (Dreadlock Holiday (Long Version))
2. ナッシング・キャン・ムーヴ・ミー (Nothing Can Move Me) – 4:04（シングル「トロピカル・ラヴ」のB面）
作詞・作曲: グールドマン、スチュワート
3. フォー・ユー・アンド・アイ (DJエディット) (For You and I (DJ Edit))

## 担当
- エリック・スチュワート (Eric Stewart) — リードボーカル、ギター、ピアノ、モーグ・シンセサイザー、オルガン
- グレアム・グールドマン (Graham Gouldman) — リードボーカル、ベース、ギター、パーカッション
- リック・フェン (Rick Fenn) — ギター、オルガン、モッグ、ボーカル
- ダンカン・マッケイ (Duncan Mackay) — シンセサイザー、ピアノ、ヴァイオリン、キーボード、電子ピアノ、バッキングボーカル
- ポール・バージェス (Paul Burgess) — パーカッション、コンガ、ドラム、鉄琴、マリンバ、タンバリン、シンバル、トライアングル、ベル、ドラム、ヴィブラフォーン
- スチュアート・トッシュ (Stuart Tosh) — ドラム、パーカッション、タンバリン、ベル、ボーカル、リードボーカル (B1)